# Gornji Lokanj (Federacja Bośni i Hercegowiny)
Gornji Lokanj – wieś w Bośni i Hercegowinie, w Federacji Bośni i Hercegowiny, w kantonie tuzlańskim, w gminie Sapna. W 2013 roku pozostawała niezamieszkana.